# Worth (Lüdenscheid)
Worth ist die Bezeichnung eines Stadtteils von Lüdenscheid und gehört heute zum größten Teil zum statistischen Bezirk 04 (Tinsberg/Kluse) der Kreisstadt Lüdenscheid im westlichen Sauerland, Nordrhein-Westfalen. Speziell die Straßen Worthnocken, Am Worthang, die Worthstraße und Teile der Werdohler Straße sowie die umliegenden Straßenzüge werden zur Worth gezählt. Nördlich der Worth schließt sich der Stadtteil Vogelberg an. Im Süden des Tinsbergs liegt der Stadtteil Kluse und im Westen der Stadtteil Tinsberg, während sich im Osten die Stadtteile Eichholz und Honsel anschließen.

## Geschichte
Die im Volksmund genannte Kleinbahn „Schnurre“ der Kreis Altenaer Eisenbahn trug einen erheblichen Teil zur Entwicklung des Ortsteils bei. Sie verband über den Höhensattel und durch das Versetal die beiden Industriestädte Lüdenscheid und Werdohl miteinander und sorgte dafür, dass sowohl Personen wie auch Waren leichter zur oben gelegenen Worth transportiert werden konnten. Die Rolle als Transportweg wurde nach der Einstellung der Kleinbahn zum Großteil von der Bundesstraße 229 und anderen Straßen in der Stadt übernommen.

## Infrastruktur
Die Struktur des Stadtteils ist vor allem durch viele freistehende Einfamilienhäuser wie auch Reihenhäuser geprägt. Im Verlauf des weiteren Stadtteils entstanden auch einige Mehrfamilienhäuser. Viele der Häuser wurden in den letzten Jahren aufwendig saniert.
Am 12. Oktober 1952 wurde die evangelische Kreuzkirche an der Worthstraße feierlich eingeweiht. Da das alte Kirchengebäude durch die vielen Besucher des Gottesdienstes zu klein wurde, begann man 1957 deshalb mit der Planung eines neuen und größeren Gotteshauses. Deshalb wurde 1965 die neue Kreuzkirche direkt neben der alten Kirche an der Worthstraße 51 eingeweiht. Im Jahr 1965 wurde ebenfalls das neue Gemeindehaus an der Annabergstraße eingeweiht. Besonders Kinder und Jugendliche sowie Bedürftige stehen im Mittelpunkt der Gemeindearbeit von der Kreuzkirche.
Im März 2012 wurde mit den Bauarbeiten an der Worthstraße für ein neues Gemeindehaus der Kreuzkirche begonnen, welches dann im Mai 2013 eingeweiht wurde. Zudem ist ein Umbau der Jugendräume im Gebäude der Kreuzkirche geplant. Außerdem soll der Kirchturm aufgrund von massiven Schäden neu gebaut werden.
An der Kaiserallee 28 befindet sich momentan noch die Albert-Schweitzer-Schule Lüdenscheid (ASH). Sie ist eine Gemeinschaftshauptschule der Stadt Lüdenscheid. Da die Schule im Sommer 2014 geschlossen werden soll, wird in der Politik momentan über eine Nachfolgenutzung des Gebäudes diskutiert. Seit dem Sommer 2012 darf die Schule daher keine neuen Schüler mehr aufnehmen. Ab Sommer 2014 soll die Schule in die bereits bestehende Ganztagshauptschule Stadtpark im Stadtteil Stüttinghausen aufgehen.[veraltet] Für die Zukunft bestehe laut der Politik allerdings grundsätzlich die Möglichkeit zur Gründung einer neuen Sekundarschule in Lüdenscheid. Die Schließung der bestehenden Albert-Schweitzer-Schule kam dadurch zustande, weil sie von den Eltern in der Stadt Lüdenscheid trotz zahlreicher Bemühungen nicht mehr ausreichend von den Anmeldezahlen her angenommen worden ist. Zuvor war aus diesem Grunde bereits die Hauptschule Wefelshohl in die Albert-Schweitzer-Schule an der Worth integriert worden. Gegen die Schließung der Albert-Schweitzer-Schule gab es im Jahr 2011 massive Kritik und außerdem wurden insgesamt 1.346 Unterschriften von Lüdenscheider Bürgern gegen die Schließung der Schule gesammelt.
Die nächsten Einkaufsmöglichkeiten für den Stadtteil befinden sich am Kluser Platz und an der unterhalb gelegenen Worthkreuzung.

## Sehenswertes
Die unterschiedlichen Architekturstile des Stadtteil Worth sowie die ausgedehnten Fußwege in dem Viertel laden zu Spaziergängen ein.
Viele Grünanlagen prägen das Bild des Viertels.
Für Kinder gibt es einige neu gestaltete Spielplätze in dem Stadtteil.

## Verkehrsanbindung

### Bahnverkehr
Worth hatte einen Bahnhof an der ab 1955 stillgelegten Strecke Werdohl–Lüdenscheid der Kreis Altenaer Eisenbahn.
Gegenwärtig sind die nächstliegenden Bahnstationen in Lüdenscheid oder Brügge. Beide sind per Auto oder Bus in wenigen Fahrminuten gut erreichbar.

### Busverkehr
Die Anbindung an den öffentlichen Personennahverkehr erfolgt durch die Buslinien 47, 48, 53, 61 und 243 (Schulbuslinie) der Märkischen Verkehrsgesellschaft (MVG) mit der Bushaltestelle „Worth“, welche sich nördlich an der Hauptverkehrskreuzung befindet.
Weitere Bushaltestellen des Stadtteils sind: „Am Worthhang“, „Worthnocken“, „Kreuzkirche“, „Worthhöh“, „Gymnasium Worthhöh“, „Kluser Platz“ und „Kreuzweg“.

### Straßenverkehr
Die Anbindung an das Bundesautobahnnetz erfolgt über die nahegelegene Abfahrt Nr. 14 Lüdenscheid der A 45. Diese führt Richtung Norden nach Hagen und Dortmund sowie in Richtung Süden nach Siegen, Wetzlar, Gießen und Frankfurt am Main. Weitere Alternativanschlussstellen sind die Abfahrten Nr. 13 Lüdenscheid-Nord und Nr. 15 Lüdenscheid-Süd der A 45. Auch die Bundesstraße 229 liegt im Honsel und ist gut erreichbar. Einige Parkplätze innerhalb des Honsels sichern den Autofahrern Parkmöglichkeiten zu.
Das nahegelegene Verkehrskreuz „Worth“ ist bereits seit vielen Jahren einer der wichtigsten Verkehrsknotenpunkte der Stadt Lüdenscheid. Von hier aus gibt es mehrere, wichtige Straßen, die sowohl in andere Stadtteile von der Stadt Lüdenscheid sowie auch in die umliegenden Städte führen.